# بانسر
بانسر (به انگلیسی: Bouncer) (که به دربان یا کولر هم ممکن است شناخته شود) عبارتی‌است غیررسمی برای نگهبانی که در مکان‌هایی از قبیل بارها، باشگاه‌های شبانه یا کنسرت‌ها برای تأمین امنیت استخدام می‌شود که از ورود افراد مست یا پرخاشگر جلوگیری و داشتن سن قانونی افراد را بررسی کند. بانسر زمانی مورد نیاز است که مراجعه‌کنندگان زیاد یا مست باشند و دعوا کنند.